# Dirinon
Dirinon is een gemeente in het Franse departement Finistère, in de regio Bretagne. De plaats maakt deel uit van het arrondissement Brest. Net over de grens met de gemeente Loperhet ligt de spoorweghalte Dirinon-Loperhet. Dirinon telde op 1 januari 2022 2.195 inwoners.

## Geografie
De oppervlakte van Dirinon bedroeg op 1 januari 2022 33,02 vierkante kilometer; de bevolkingsdichtheid was toen 66,5 inwoners per km².

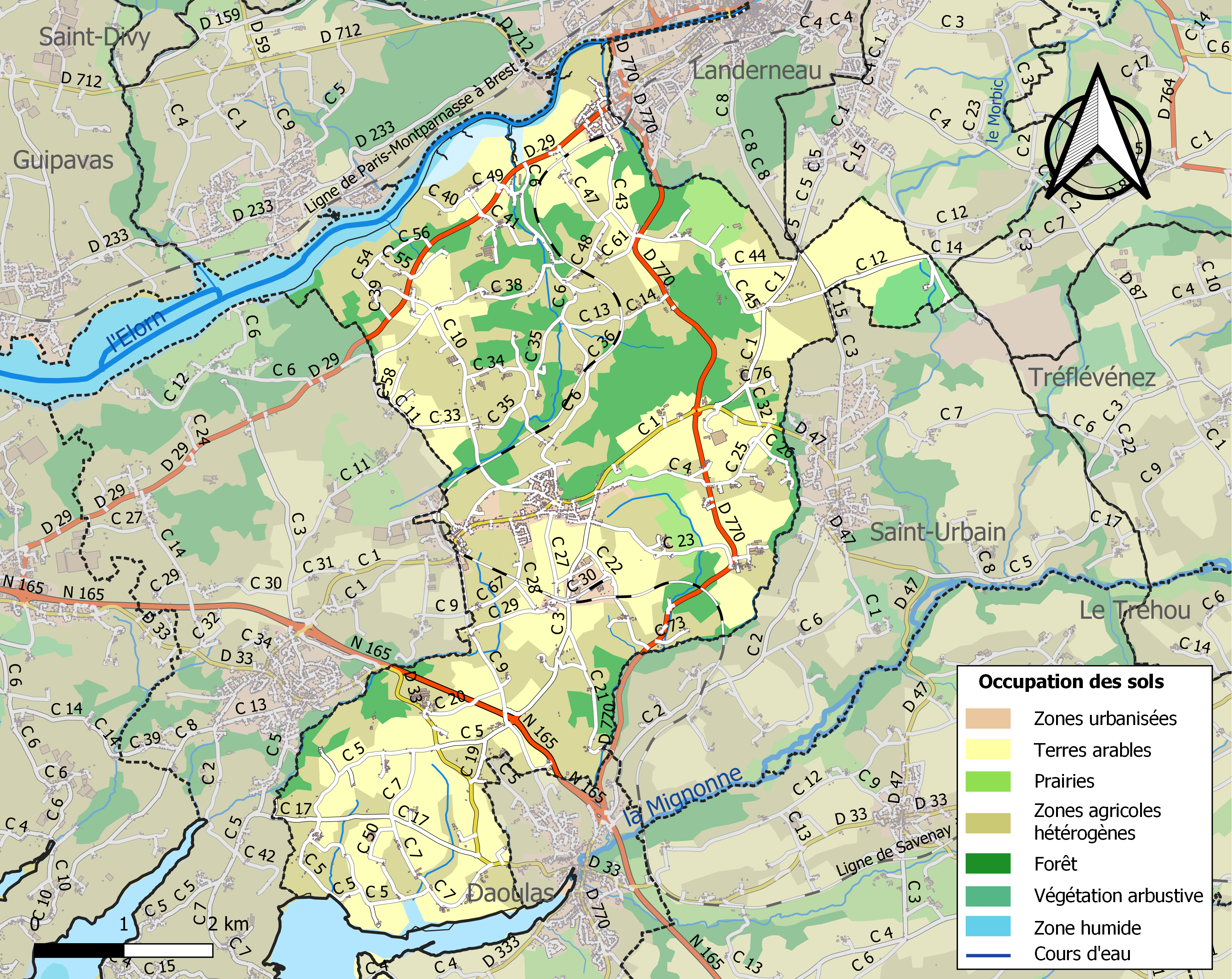
Kaart van de gemeente met belangrijkste infrastructuur, bodemgebruik en omliggende gemeenten

## Demografie
Onderstaande figuur toont het verloop van het inwonertal (bron: INSEE-tellingen).

## Geboren in Dirinon
- Jean Malléjac (1929-2000), wielrenner.